# Кёлер, Людвиг
Людвиг Келер (нем. Ludwig Köhler; 6 марта 1819 — 4 августа 1862) — немецкий писатель.

## Биография
Ещё на студенческой скамье напечатал стихотворение «Der neue Ahasver» (Йена, 1841) и роман «Academische Welt» (Йена, 1843). Другие его сочинения: романы (главным образом, исторические) «Томас Мюнцер и его друзья» (нем. Thomas Münzer und seine Genossen, 1845), «Ян Гус и его время» (нем. Johannes Huss und seine Zeit, 1846), «Юрген Вулленвебер» (нем. Jürgen Wullenweber, 1856) и др., сборник новелл «Primavera», «Freie Lieder» (Йена, 1847; 2 изд. 1849), в которых проявились социалистические тенденции автора, и др. Активно участвовал в Революции 1848 г. В последние годы своей жизни Келер не без успеха выступил в качестве драматурга, написав: «Bürger und Edelmann», «König Mammon» и «Die Dithmarsen».